# 増刊flowers
『増刊flowers』（ぞうかんフラワーズ）は、小学館が発行する日本の季刊少女漫画雑誌。

## 概要
2007年6月、同社の『月刊フラワーズ』の増刊として『凛花』（りんか、年3回刊）の名で創刊された。2012年6月14日に発売された第16号をもって休刊となったが、同年11月14日に『増刊flowers』と名を改めて新装刊された。創刊号は『増刊flowers』2012年冬号（2012年12月号）となる。

## 連載作品

### 凛花
| タイトル                        | 作者                            | 連載開始           | 連載終了           | 備考                |
| ------------------------------- | ------------------------------- | ------------------ | ------------------ | ------------------- |
| 雨無村役場産業課兼観光係        | 岩本ナオ                        | 01号〈2007年6月〉  | 09号〈2010年1月〉  | 全9話               |
| アレクサンダー大王 -天上の王国- | 赤石路代                        | 01号               | 12号〈2011年2月〉  | 全11話              |
| 異神変奏                        | 近藤ようこ                      | 11号〈2010年10月〉 | 16号〈2012年6月〉  | 全6話               |
| OL☆ロックンロール               | 維村米人                        | 不明               | 16号               | 新増刊へ移行        |
| 娚の一生スピンオフ              | 西炯子                          | 10号〈2010年6月〉  | 16号               | 全7話               |
| 学生の生涯【4コマ漫画】         | 西炯子                          | 01号               | 09号               |                     |
| 花魂療法師                      | 大竹サラ                        | 02号〈2007年10月〉 | 16号               | 全15話              |
| 教授と僕                        | 藤井みつる                      | 01号               | 08号〈2009年9月〉  | 全6話               |
| 空挺懐古都市                    | 石据カチル                      | 11号               | 16号               | 新増刊へ移行        |
| 櫻狩り                          | 渡瀬悠宇                        | 01号               | 09号               | 全9話               |
| 子爵ヴァルモン〜危険な関係〜    | さいとうちほ                    | 07号〈2009年4月〉  | 14号〈2011年10月〉 | 全8話               |
| 失恋ショコラティエ              | 水城せとな                      | 03号〈2008年2月〉  | 10号〈2010年6月〉  | ※ 『flowers』へ移行 |
| 蒐集の迷宮                      | 柘植かおる                      | 01号               | 07号〈2009年4月〉  | 全6話               |
| しろくまカフェ エスプレッソ     | ヒガアロハ                      | 04号               | 15号               | 全9話               |
| 続・アナスタシア倶楽部          | さいとうちほ                    | 01号               | 03号               | 全3話               |
| ちづかマップ                    | 衿沢世衣子                      | 11号               | 16号               | 新増刊へ移行        |
| トウカ草紙                      | 大野潤子                        | 06号               | 16号               | 新増刊へ移行        |
| 猫mix幻奇譚とらじ               | 田村由美                        | 01号               | 16号               | 新増刊へ移行        |
| 花食う乙女                      | 絹田村子                        | 09号               | 16号               | 新増刊へ移行        |
| 100のしっぽ物語                 | 奈知未佐子 （語り部：石川利昭） | 09号               | 16号               | 新増刊へ移行        |
| ふしぎ遊戯 玄武開伝             | 渡瀬悠宇                        | 10号               | 16号               | 新増刊へ移行        |
| 港町猫町                        | 奈々巻かなこ                    | 06号               | 16号               | 全10話              |
| ヤマトナデシコ日和              | 清原なつの                      | 15号               | 16号               | 新増刊へ移行        |
| 山猫天使シリーズ                | 名香智子                        | 03号               | 16号               |                     |
| 依姫綺譚                        | 江平洋巳                        | 01号               | 14号               | 全12話              |

### 増刊flowers
- 猫mix幻奇譚とらじ（田村由美）2012年冬号 - 連載中
- トウカ草紙（大野潤子）2012年冬号、※創刊号で完結。
- ふしぎ遊戯 玄武開伝（渡瀬悠宇）2012年冬号 - 2013年春号
- 100のしっぽ物語（奈知未佐子、語り部：石川利昭）2012年冬号 -
- 花食う乙女（絹田村子）2012年冬号 -
- ヤマトナデシコ日和（清原なつの）2012年冬号 -
- OL☆ロックンロール（維村米人）2012年冬号 -
- ちづかマップ（衿沢世衣子）2012年冬号 -
- 空挺懐古都市（石据カチル）2012年冬号 - 2015年冬号
- 逃げても逃げても（ねむようこ）2012年冬号 -
- VSルパン（さいとうちほ）2012年冬号 - 2015年8月号
- うさギョロ!（まめもやし）2013年春号 -
- 迷子、かもしれない。（奈々巻かなこ）2013年春号 -
- 鎌倉逢魔が刻（大野潤子）2013年初夏号 -
- 澤飯家のごはんは息子の光がつくっている。おかわり!（山田可南）2013年秋号 -
- お父さん、チビがいなくなりました（西炯子）2013年冬号 -
- 朱い雀（名香智子）2013年冬号 -
- ホログラム忍者カラス（河内遙）2013年冬号 -
- おまけの柴子（室山まゆみ）2014年冬号 -
- ゆりな28（維村米人）2015年冬号 -
- エンジェル・トランペット アフターストーリーズ（赤石路代） 2018年秋号 - 2019年冬号